# Etayo
Etayo là một đô thị trong tỉnh và cộng đồng tự trị Navarre, Tây Ban Nha. Đô thị này có diện tích là 13,02 ki-lô-mét vuông, dân số năm 2009 là 84 người với mật độ 6,24 người/km². Đô thị này có cự ly 59 km so với tỉnh lỵ Pamplona.